# Carbon-Based Anatomy
Carbon-Based Anatomy – minialbum amerykańskiej grupy muzycznej Cynic. Został wydany 11 listopada 2011 roku przez wytwórnię płytową Season of Mist.

## Lista utworów
Opracowano na podstawie materiału źródłowego.
| Nr | Tytuł utworu           | Długość |
| -- | ---------------------- | ------- |
| 1. | „Amidst the Coals”     | 2:11    |
| 2. | „Carbon-Based Anatomy” | 6:24    |
| 3. | „Bija!”                | 2:27    |
| 4. | „Box Up My Bones”      | 5:32    |
| 5. | „Elves Beam Out”       | 3:59    |
| 6. | „Hieroglyph”           | 2:28    |
|    |                        | 23:01   |

## Twórcy
Opracowano na podstawie materiału źródłowego.
| - Paul Masvidal – wokal prowadzący, gitara, produkcja muzyczna - Sean Reinert – perkusja, instrumenty klawiszowe - Sean Malone – gitara basowa - Amy Correia – wokal wspierający - John Hiler – miksowanie |  | - Travis Smith – oprawa graficzna - Josh Newell – realizacja nagrań - Robert Venosa – okładka - Maor Appelbaum – mastering |